# Amancio Liñares Giraut
Xosé Amancio Liñares Giraut (Negreira, 9 de enero de 1961) es un historiador español.

## Trayectoria
Licenciado en Geografía e Historia (especialidad de Historia Contemporánea) por la Universidad de Santiago de Compostela en 1984. Ejerce la docencia como catedrático de Geografía e Historia en la Enseñanza Secundaria, actualmente en Negreira, habiendo sido colaborador en la Escuela Universitaria de Trabajo Social en la Universidad de Santiago. Fue concejal en Negreira por el PSdeG-PSOE, en las elecciones municipales de 1991. Fue fundador de la Asociación Afonso Eanes; secretario de la Fundación Castelao (1990-1999) y miembro de su junta rectora desde lo 2000; miembro del Consejo de Redacción de Encrucijada (1984-2002), de la Revista Gallega de Ciencias Sociales (2003) y de la revista Roteiros (2006). Es director editorial de 3C3 Editores desde su fundación en 2001.

## Obra en gallego

### Ensayo
- O Val de Barcala (1900-1936). Agrarismo, vida política, emigración e cultura, 1988.
- Negreira na guerra do 36, 1994, Ediciones de Castro.
- Xulián Magariños Negreira, 2004, Junta de Galicia.
- Ramón Martínez López, 2007, 3C3 Editores.
- Son para a "Unión Barcalesa de La Habana" (1907-2007), 2007, 3C3 Editores.
- O fiadeiro, 2012, 3C3 Editores.

### Narrativa
- ¡Ouh, Galicia maná!, 1992, Biblioteca 114, El Correo Gallego.

### Conversas
- Conversas con Avelino Pousa Antelo. Memorias dun galego inconformista, 1991, Edicións do Castro.

### Obras colectivas
- Nun cuarto para agardar e outras historias, 1985, Edicións do Castro.
- Xulián Magariños Negreira, un home da época Nós (1904-1934), 1988, Edicións do Castro (con Blanca-Ana Roig Rechou).
- Ramón Martínez López. Pola universalidade de Galicia, 1992, Sementeira. Con Elixio Villaverde.
- Arredor do centenario de Rosalía, 1985, 1995, Padroádego Rosalía de Castro. Editor.
- Feiraco, 25 anos (1969-1994). Un modelo de agroindustria cooperativa, 1995, Feiraco. Editor.
- Feiraco e o Val de Barcala. Un camiño de progreso, 1995. Editor.
- O centenario de Castelao na lembranza, 1986, 1997, Fundación Castelao. Editor.
- Vinte anos trobando coa cultura. "Afonso Eanes" (1976-1996), 1997, S. C. "Afonso Eanes". Editor.
- Maruxa na Casa-Museo de Rosalía, 1999, Fundación Rosalía de Castro. Con Gonzalo Rey Lama.
- Dicionario Eladio Rodríguez, 2001, 3C3 Editores. Con Antonio Puentes Chao.
- Eladio Rodríguez González, 2001, Junta de Galicia. Con Antonio Puentes Chao.
- Dicionario Frei Martín Sarmiento, 2002, 3C3 Editores. Con Antonio Puentes Chao.
- Xente e terra de Xallas. Letras da mocidade, 2002, Concello de Santa Comba. Coordinada con Antonio Puentes Chao.
- Xosé Luís Pensado. Philologus et magister. In memoriam, 2002, Diputación Provincial de La Coruña/Ayuntamiento de Negreira. Editor.
- Dicionario Antón Avilés de Taramancos, 2003, 3C3 Editores. Con Antonio Puentes Chao.
- Prensa e comarca. Medios de comunicación en Negreira, La Baña e Brión no século XX, con Omayra Lista, 2007, 3C3 Editores. (2007), en coautoría con Omayra Lista. Premio de Ensaio "Manuel Murguía" (VI Edición, 2006), de la Diputación de La Coruña. 3C3 Editores, Santa Comba-La Coruña.

## Obra en castellano

### Obras colectivas
- Ciudadanos españoles en el mundo. Situación actual y recorrido histórico, 2008, Grupo España Exterior.
- La emigración española a Europa en el siglo XX, 2009, Grupo España Exterior.
- El protagonismo de la mujer en las corrientes migratorias españolas, 2009, Grupo España Exterior.
- Hijos y nietos de la emigración española. Las generaciones del retorno, 2009, Grupo España Exterior.
- La memoria de la emigración. Fuentes históricas, centros y archivos para el estudio de los flujos migratorios españoles, 2011, Grupo España Exterior.

## Premios y menciones
- Premio Modesto R. Figueiredo no 1984, por Nun cuarto para agardar.
- Premio Vila de Negreira de Xornalismo no 1989.
- Premio Vila de Negreira de Historia no 1991.
- Medalla de Ouro do Concello de Negreira no 2002.
- Premio de Ensaio Manuel Murguía no 2006, xunto a Omayra Lista, por Prensa e comarca. Medios de comunicación en Negreira, A Baña e Brión no século XX.